# Katzdorf (Teublitz)

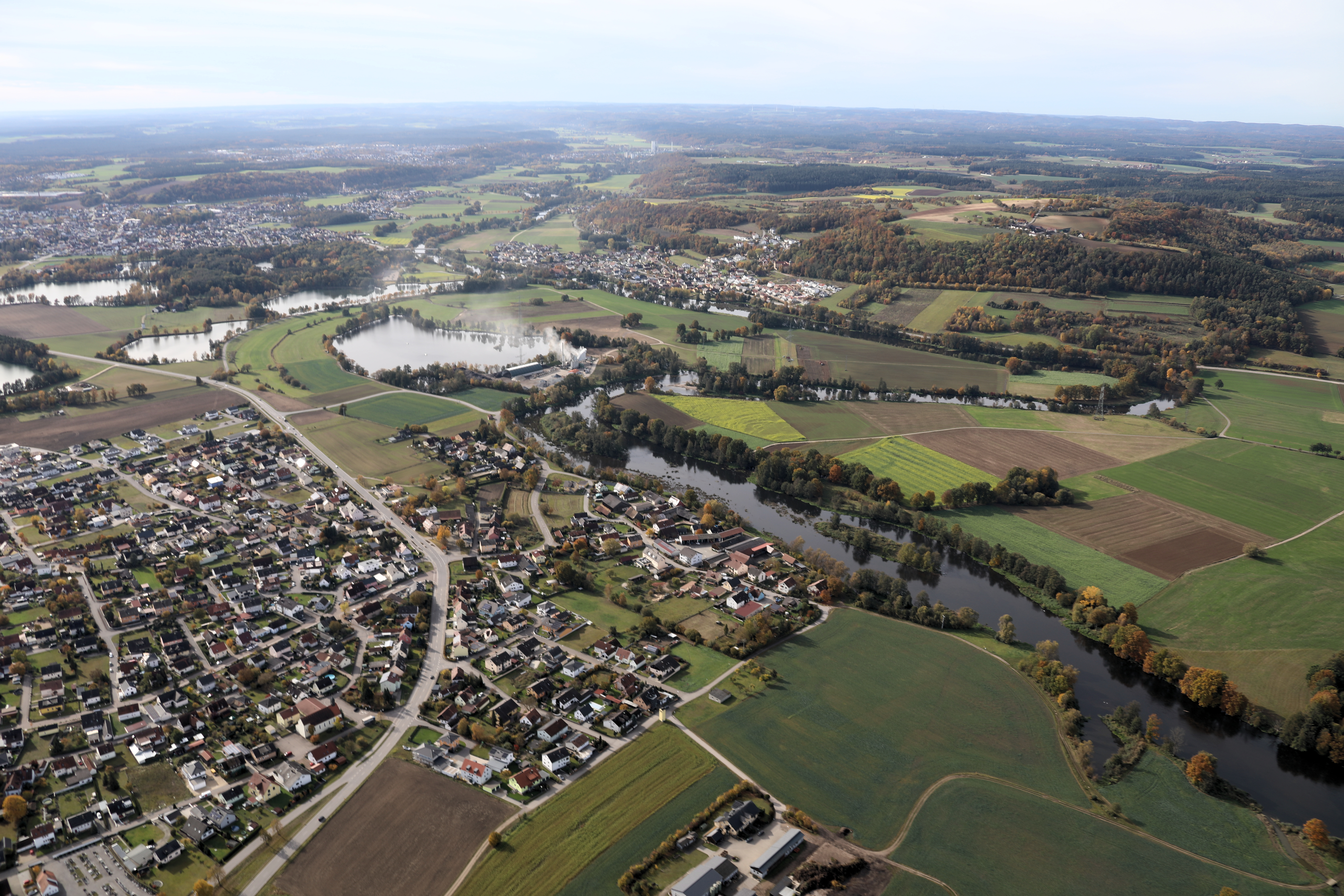
Katzdorf (2023)

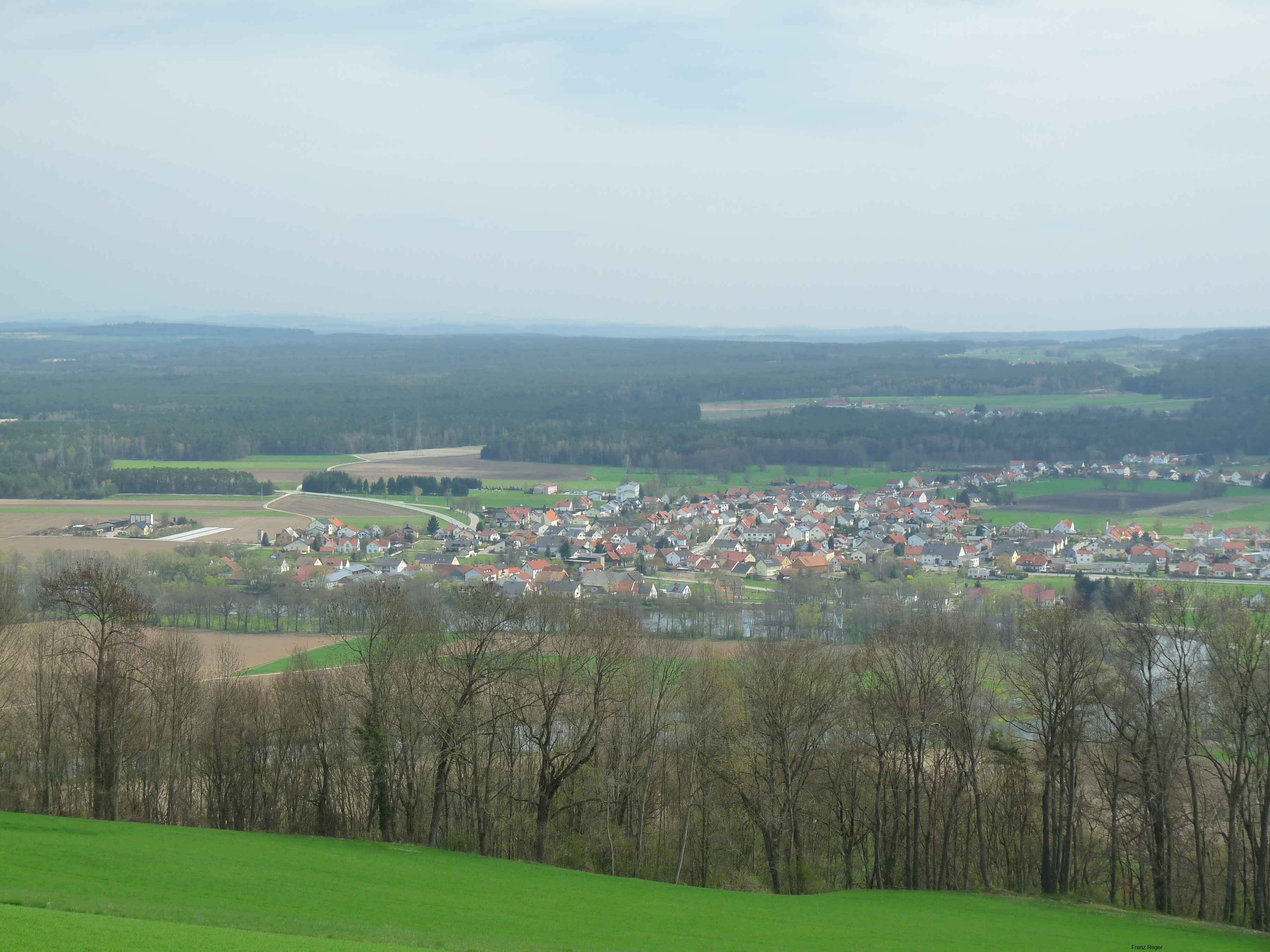
Katzdorf

Katzdorf ist ein Ortsteil der Oberpfälzer Stadt Teublitz im bayerischen Landkreis Schwandorf.
Im Zuge der Gebietsreform in Bayern wurde die ehemals selbständige Kommune am 1. April 1971 in die Stadt Teublitz eingemeindet. Die aktuelle Einwohnerzahl beträgt ca. 1500 mit (wegen reger Neubautätigkeit) weiter steigender Tendenz.

## Einrichtungen & Vereine
- BV Katzdorf e.V.
- Freiwillige Feuerwehr Katzdorf
- Katholische Kirche St. Michael
- MC Naabtal Katzdorf e.V.
- Obst- und Gartenbauverein Katzdorf
- Schützenverein Almenrausch Katzdorf e.V.
- SC Katzdorf e.V.
- Katzdorfer Theatergruppe